# Lesches
Lesches – miejscowość i gmina we Francji, w regionie Île-de-France, w departamencie Sekwana i Marna.
Według danych na rok 1990 gminę zamieszkiwały 572 osoby, a gęstość zaludnienia wynosiła 142 osób/km² (wśród 1287 gmin regionu Île-de-France Lesches plasuje się na 774. miejscu pod względem liczby ludności, natomiast pod względem powierzchni na miejscu 748.).